# Telecommunications for Disaster Relief
Telecommunications for Disaster Relief (TDR) (deutsch Fernmeldewesen für Unglückshilfe) geht aus dem Beschluss der Internationalen Fernmeldeunion (ITU-T SG 11 vom Februar 2002) für die Kenntlichmachung der Vorrangigkeit von zwischenstaatlicher Telekommunikation in der Unglückshilfe hervor. Dieser beruht auf den Empfehlungen E.105 (1992) International Telephone Service und E.106 (2000) International Emergency Preference Scheme (IEPS) for disaster relief operations der ITU-T SG 2.
TDR soll internationalen Hilfsorganisationen und Einrichtungen der Vereinten Nationen die Möglichkeit geben, in Krisengebieten, in denen kein öffentliches Telefonnetz mehr besteht, untereinander und über Landesgrenzen hinaus mit anderen Telefonnetzen in Verbindung zu treten. Die dem Office for the Coordination of Humanitarian Affairs (OCHA) schon erteilte Ländervorwahl nach E.164 wurde am 4. Mai 2007 von +999 auf +888 geändert. Zusätzlich wurde im Mobile Country Code unter 901 der Mobile Network Code 88 zugewiesen.